# 오리온 투어 버스
주식회사 오리온 투어 버스(일본어: 株式会社オー・ティー・ビーは 카부시키가이샤오오티이비이[*])는 일본의 고속버스 기업으로 본사는 도쿄도 에도가와구 이치노에 8-4-5에 위치해 있다.
현재 오리온 투어 버스는 고속버스 브랜드인 오리온 버스(일본어: オリオンバス 오리온바스[*])가 있으며, 당시 일본의 관광 기업인 오리온 투어가 전세버스 승합화를 위해 HIS 그룹 버스 회사(일본어: エイチ・アイ・エスグループのバス会社 에이치아이에스구루우푸노 바스가이샤[*])로 설립했다. 2013년 7월에 고속버스 사업에 진출했다.

## 주요 차량

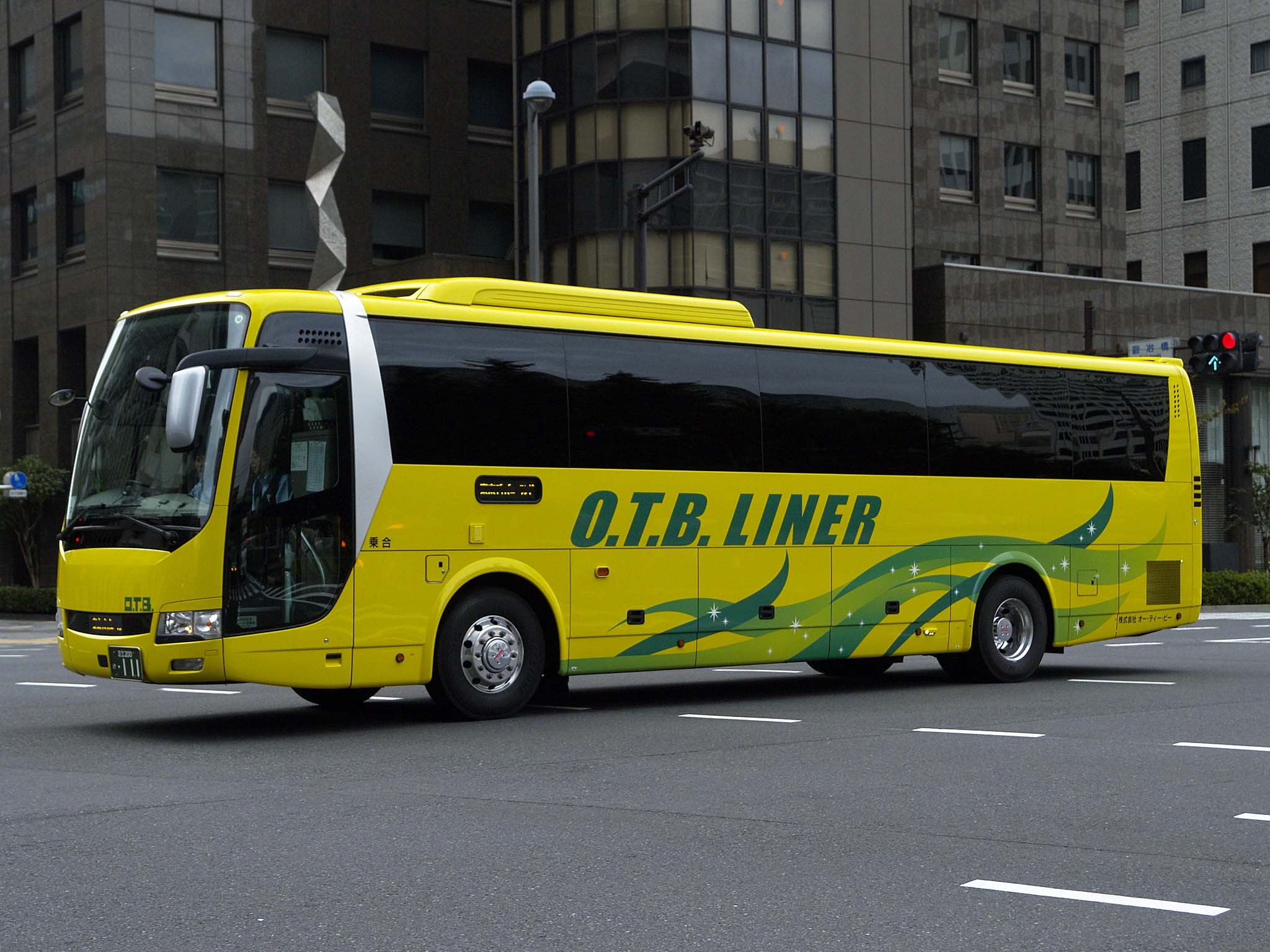
O.T.B.라이너 운행 당시 도장

일본 내 자동차 제조 업체 3사의 메이커를 사용한다. 사용하는 차량으로 이스즈 자동차, 히노 자동차, 미쓰비시후소트럭 버스의 차종을 사용하며, 이중 미쓰비시후소 에어로 에이스 차량의 경우 회사 설립과 함께 최초로 도입했다.

## 같이 보기
- 오리온 투어